# Anacapri
Anacapri (Talijanski: [anaˈkaːpri]) je općina na otoku Capri, u blizini Napulja, Italija.
Anacapri se nalazi na većoj visini od susjednog većeg naselja Caprija (oko 150 m viši u prosjeku) — starogrčki prefiks ana- što znači "gore" ili "iznad". Administrativno, zadržava odvojen status od općine Capri.
Anacapri je nadaleko poznat po svom slikovitom, ruralnom miru, širokom pogledu na Napuljski zaljev i značajnim povijesnim mjestima, uključujući Villu San Michele.

## Pregled
Autobusne i taksi usluge povezuju Marinu Grande s Caprijem i Anacaprijem preko brojnih uskih zavoja Via Giuseppe Orlandi.
Sjedežnica u Anacapriju (seggiovia) povezuje Piazza Vittoria s 589 m Monte Solaro, pruža širok pogled na obalu okrenutu prema jugu.
Svjetionik Punta Carena nalazi se 3 km od glavnog naselja na otoku.
Francuski skladatelj Claude Debussy jedno je od djela iz svoje prve knjige preludija nazvao —No. 5, " Les collines d'Anacapri " ("Brda Anacaprija")—u znak počasti zajednici.

### Znamenitosti
- Kuća Caprile
- Castello Barbarossa
- Belvedere della Migliera (ili Migliara)
- Casa Rossa
- Chiesa di San Michele
- Chiesa di Santa Sofia
- Eremo di Santa Maria a Cetrella
- Le Boffe
- Sentiero dei fortini
- Feničke stube (Scala Fenicia)
- Monte Solaro
- Svjetionik Punta Carena
- Casa Cernia di Luigi Cosenza
- Villa Damecuta
- Modra špilja

## Galerija
- Pogled na Anacapri sa sjedežnice za Monte Solaro
- Modra špilja
- Casa Rossa
- Ruševine Ville Damecuta
- Sjedežnica za Monte Solaro
- Pogled s Monte Solara prema Faraglionima
- Ulica u Anacapriju